# Пајн Ајланд (Флорида)
Пајн Ајланд (енгл. Pine Island) насељено је место без административног статуса у америчкој савезној држави Флорида.

## Демографија
По попису из 2010. године број становника је 64, што је 0 (0,0%) становника више него 2000. године.
| Група             | 2000.      | 2010.      |
| Белци             | 55 (85,9%) | 62 (96,9%) |
| Афроамериканци    | 6 (9,4%)   | 2 (3,1%)   |
| Азијати           | 0 (0,0%)   | 0 (0,0%)   |
| Хиспаноамериканци | 1 (1,6%)   | 0 (0,0%)   |
| Укупно            | 64         | 64         |